# Servicio Nacional de Sanidad y Calidad Agroalimentaria
El Servicio Nacional de Sanidad y Calidad Agroalimentaria (Senasa) es un organismo sanitario del estado argentino encargado sobre todo de la fiscalización y certificación de los productos y subproductos de origen animal y vegetal, sus insumos y residuos agroquímicos, así como la prevención, erradicación y control de enfermedades de animales, incluidas las transmisibles al ser humano y de las plagas vegetales que afectan a la producción agropecuaria del país. 
Cuenta con 14 centros regionales y 362 oficinas locales distribuidas por todo el país. A fin de implementar y promover la acción sanitaria y fitosanitaria, elabora normas, controla su cumplimiento y asegura la aplicación del Código Alimentario Argentino, dentro de las normas internacionales exigidas. Asimismo, planifica, organiza y ejecuta programas y planes específicos que reglamentan la producción y la orienta hacia la obtención de alimentos inocuos para el consumo humano y animal. El Senasa depende del Ministerio de Agricultura, Ganadería y Pesca de la República Argentina.
Es el organismo del Estado encargado de:
- Ejecutar las políticas nacionales en materia de sanidad y calidad animal y vegetal y verificar el cumplimiento de la normativa vigente en la materia;
- Fiscalizar de la calidad agroalimentaria, al asegurar la aplicación del Código Alimentario Argentino para los productos del área de su competencia;
- Controlar el tráfico federal, importaciones y exportaciones de los productos, subproductos y derivados de origen animal y vegetal, productos agroalimentarios, fármaco-veterinarios y agroquímicos, fertilizantes y enmiendas.

Así pues, planifica, organiza y ejecuta programas y planes específicos que reglamentan la producción y la orientan hacia la obtención de alimentos inocuos para el consumo humano y animal.

## Historia
Surge por lo estipulado en el artículo 38 del Decreto nacional N.º 660 del 24 de junio de 1996, basado en la ley 24.629, que fusionó el anterior Servicio Nacional de Sanidad Animal (Senasa) y el Instituto Argentino de Sanidad y Calidad Vegetal (IASCAV) constituyéndose así el actual Organismo.

## Acciones
Para lograr la garantía de calidad, que comprende la inocuidad y eficacia de la sanidad animal y vegetal, el Senasa realiza las siguientes acciones:
- Prevenir, diagnosticar, controlar y erradicar las enfermedades de los animales y las de ese origen, transmisibles al ser humano, así como las plagas y enfermedades que afecten a los vegetales, instrumentando y promoviendo la acción sanitaria y fitosanitaria en todo el territorio nacional.
- Entender en la fiscalización y certificación de:
  - La sanidad y calidad de los animales y productos, subproductos y derivados de origen animal.
  - La sanidad y calidad de vegetales y productos, subproductos y derivados de origen vegetal.
  - El desarrollo de acciones preventivas, de control y erradicación de plagas agrícolas, enfermedades de los animales y las de ese origen, transmisibles al ser humano.
  - La calidad de los productos destinados al diagnóstico, prevención y tratamiento de enfermedades y plagas que afecten la sanidad y la calidad de los animales, vegetales y productos, subproductos o derivados de origen animal y vegetal.
  - La calidad de los productos destinados al diagnóstico, prevención y tratamiento de enfermedades de los animales.
  - Las condiciones y la calidad de los insumos químicos y biológicos que intervienen en la producción de animales y vegetales, sus productos, subproductos y derivados, tanto para la producción y su elaboración, como para su conservación, envasado, almacenamiento y transporte.
  - Las condiciones de los efluentes y residuos resultantes de los productos destinados al diagnóstico, prevención y tratamiento de enfermedades y plagas.
  - Emitir las certificaciones que correspondan, tanto en el ámbito nacional como en lo referente a exportaciones e importaciones.
  - Establecer zonas y fronteras epidemiológicas cuando lo requiera la salvaguarda del patrimonio sanitario animal o vegetal, aplicando las medidas necesarias.
- Adoptar y ejecutar las medidas técnicas apropiadas, inclusive el sacrificio de animales y destrucción de vegetales, para salvaguardar el patrimonio sanitario animal y vegetal.
- Fiscalizar el cumplimiento de las obligaciones a las que están sujetas las personas físicas o jurídicas en actos o situaciones relacionados con el ámbito de su competencia.
- Registrar, habilitar, clausurar y fiscalizar plantas de procesamiento, acondicionamiento, almacenamiento, transporte y comercialización de los productos del área de su competencia.
- Registrar, autorizar o prohibir los agroquímicos.
- Generar y proveer información estadística en las materias de competencia del organismo.
- Fiscalizar y controlar:
  - El cumplimiento de las normas y reglamentos higiénico-sanitarios y de seguridad alimentaria en la producción y faena animal; en los productos, subproductos y derivados de origen animal; en los vegetales, sus partes, subproductos y derivados.
  - El cumplimiento de las normas de uso y comercialización de productos, principios activos, fármacos, materias primas y productos biológicos y biotecnológicos, intervinientes o relacionados con la medicina veterinaria y la producción animal, determinando los niveles máximos admisibles de residuos y contaminantes.
  - El cumplimiento de las normas y reglamentos técnicos referidos a la producción, comercialización y uso de los productos agroquímicos, productos y drogas fitoterápicos, biológicos y biotecnológicos, intervinientes o relacionados con la sanidad y la producción vegetal, determinando los niveles máximos admisibles de residuos y contaminantes en los vegetales y sus productos.
  - Elaborar y proponer las normas técnicas de sanidad y calidad de los animales y vegetales, productos, subproductos y derivados, así como aquellas referidas a los principios activos, productos agroquímicos o biológicos.

## Normas y reglamentos nacionales
En 1992, el Senasa publicó la legislación nacional sobre producción orgánica, que establecía los requisitos mínimos para la agricultura orgánica en la Argentina.
En los años siguientes, se introdujeron ajustes a esta legislación inicial, dado que también las normas internacionales habían cambiado. En general, las normas argentinas son equivalentes al Reglamento de la Comisión Europea, aunque más restrictiva en algunas esferas, por ejemplo en lo que se refiere a los requisitos en materia de apicultura orgánica.
Por lo que se refiere a los materiales orgánicos, que se exportan a granel, los contenedores van acompañados de documentos de identificación que los oficiales del Senasa pueden inspeccionar en los puertos. Los productos deben llevar la inscripción «Producto de agricultura orgánica», y mostrar la etiqueta del órgano de inspección y el número de registro, así como el número del lote que identifica su origen, de conformidad con lo estipulado en el artículo 9.º  

## Organigrama

### Dirección
| Cargo          |                    |
| -------------- | ------------------ |
| Presidente     | Pablo Luis Cortese |
| Vicepresidente | Néstor Osacar      |

### Áreas
| Área                                                                      |
| ------------------------------------------------------------------------- |
| Coordinación de Relaciones Internacionales                                |
| Coordinación de Vigilancia y Alerta de Residuos y Contaminantes           |
| Coordinación de Planificación Estratégica                                 |
| Coordinación de Relaciones Institucionales, Información y Comunicación    |
| Departamento de Ceremonial y Protocolo                                    |
| Unidad de Auditoría Interna                                               |
| Unidad de Financiamiento Internacional                                    |
| Comisión de Agricultura Familiar del Senasa (SENAF)                       |
| Dirección Nacional de Inocuidad y Calidad Agroalimentaria                 |
| Dirección Nacional de Sanidad Animal                                      |
| Dirección Nacional de Protección Vegetal                                  |
| Dirección Nacional de Agroquimicos, Productos Veterinarios y Alimentos    |
| Dirección Nacional Técnica y Administrativa                               |
| Dirección de Asuntos Jurídicos                                            |
| Dirección General de Laboratorios y Control Técnico                       |
| Dirección del Centro Regional Buenos Aires Norte                          |
| Dirección del Centro Regional Buenos Aires Sur                            |
| Dirección del Centro Regional Chaco-Formosa                               |
| Dirección del Centro Regional Córdoba                                     |
| Dirección del Centro Regional Corrientes-Misiones                         |
| Dirección del Centro Regional Cuyo                                        |
| Dirección del Centro Regional Entre Ríos                                  |
| Dirección del Centro Regional La Pampa-San Luis                           |
| Dirección del Centro Regional Metropolitano                               |
| Dirección del Centro Regional Noroeste Argentino Norte                    |
| Dirección del Centro Regional Noroeste Argentino Sur                      |
| Dirección del Centro Regional Patagonia Norte                             |
| Dirección del Centro Regional Patagonia Sur                               |
| Dirección del Centro Regional Santa Fe                                    |
| Dirección de Higiene e Inocuidad en Productos de Origen Vegetal y Piensos |
| Dirección de Calidad Agroalimentaria                                      |
| Dirección de Inocuidad de Productos de Origen Animal                      |
| Dirección de Inocuidad de Productos de la Pesca y Acuicultura             |
| Dirección de Tráfico Internacional                                        |
| Dirección de Programación Sanitaria                                       |
| Dirección de Epidemiología y Análisis de Riesgo                           |
| Dirección de Normas Cuarentenarias                                        |
| Dirección de Control de Gestión y Programas Especiales                    |
| Dirección de Sanidad Vegetal                                              |
| Dirección de Cuarentena Vegetal                                           |
| Dirección de Vigilancia y Monitoreo                                       |
| Dirección de Certificación Fitosanitaria                                  |
| Dirección de Servicio Administrativo-Financiero                           |
| Dirección de Recursos Humanos y Organización                              |
| Dirección de Tecnología de la Información                                 |
| Coordinación Relaciones Institucionales Información y Comunicación        |